# Oleh Hússiev
Oleh Hússiev   (Stepanivka, 25 d'abril de 1983) és un exfutbolista ucraïnès de la dècada de 2010.
Fou 98 cops internacional amb la selecció d'Ucraïna.
Pel que fa a clubs, defensà els colors del Dinamo de Kyiv.